# Ануш Оганесян
Ануш Оганесян (нар. 8 листопада 1986, Єреван, СРСР) — вірменська оперна співачка (сопрано). 

## Біографія
Народилася 8 листопада 1986 року у Єревані. 
Спочатку вона вивчала гру на скрипці у музичній школі, а потім вступила до Єреванської державної консерваторії імені Комітаса (вивчала диригування у класі Неллі Пірумової), яку закінчила у 2008 році. 
У 2013 році закінчила Королівську консерваторію Шотландії, де вивчала оперу. Прославилася як одна з найяскравіших молодих сопрано дебютом в Шотландській опері (партія Віолетти в опері «Травіата»). Із цією партією виступала також на сценах Національної опери Уельсу, Королівської опери, Ізраїльської опери та Королівської опери Данії.
Одна із найвпливовіших газет Великої Британії Таймс назвала її «Обличчям, на яке варто звернути увагу в опері 2020».
16 жовтня 2022 року взяла участь у концерті «Opera for Ukraine» на підтримку України в Лондоні.

## Нагороди
- Приз на Швейцарському конкурсі Ернста Гефліґера[en] (2014)[5].
- Перша премія та Приз глядацьких симпатій на конкурсі Стелли Маріс (2016).
- Приз Новорічного музичного фестивалю в Гштаді на Міжнародному конкурсі бельканто Вінченцо Белліні (2016)[6].
- Лавреатка премії «Ye Cronies Opera» Королівської консерваторії Шотландії[en] (2012)[7].